# Broszura badacza
Broszura badacza – dokument zawierający podsumowanie aktualnych danych o substancji chemicznej lub preparacie chemicznym będących potencjalnymi nowymi lekami lub o leku mającym potencjalne nowe wskazanie, które mają być przedmiotem dalszej oceny w nowym badaniu klinicznym.
Broszura badacza zawiera dane dotyczące badań klinicznych i przedklinicznych badanego produktu leczniczego, istotne z punktu widzenia prowadzonego badania klinicznego. Informacje zawarte w broszurze badacza powinny być przedstawione w sposób zwięzły, zrozumiały i obiektywny, niemający na celu promocji badanego produktu leczniczego, pozwalający na oszacowanie stosunku korzyści do ryzyka oraz słuszności założeń badania klinicznego.

## Dokumentacja badania klinicznego
Broszura badacza powinna być stworzona na etapie planowania badania klinicznego i powinna się znaleźć w jego dokumentacji przed jego formalnym rozpoczęciem, wraz z podpisanym i datowanym przez każdego z badaczy dokumentem potwierdzającym jej odbiór celem potwierdzenia, iż aktualne informacje naukowe na temat badanego produktu zostały przekazane badaczowi. W czasie klinicznej fazy badania w miarę potrzeb i pojawiania się nowych informacji wydawane są uaktualnienia broszury badacza, umieszczane w dokumentacji badania wraz z podpisanym i datowanym przez każdego z badaczy dokumentem potwierdzającym jej odbiór celem potwierdzenia, iż przekazano badaczowi w odpowiednim czasie wszystkie nowe informacje.
Broszura badacza powinna być umieszczona w aktach sponsora oraz badacza.

## Zawartość
Zgodnie z wytycznymi ICH-GCP broszura badacza powinna zawierać następujące elementy:
- Strona tytułowa – imię, nazwisko i adres albo nazwę i siedzibę sponsora, nazwę i opis badanego produktu leczniczego (numer badanego produktu, nazwę chemiczną lub nazwę handlową, jeżeli jest to prawnie dopuszczalne i oczekiwane przez sponsora) oraz datę wydania broszury, zalecane jest również umieszczenie numeru wydania oraz odnośnika do numeru i daty wydania zastępowanego przez aktualne wydanie.
- Klauzula poufności – sponsor może zamieścić klauzulę zobowiązująca badaczy oraz inne osoby z zespołu badawczego zapoznające się z treścią broszury badacza do traktowania tego dokumentu jako poufny,  będący tylko do ich wiadomości oraz do wiadomości Komisji Bioetycznej.
- Spis treści – zawiera spis rozdziałów, zgodnie z określonym schematem[4].
- Streszczenie – krótkie podsumowanie, nieprzekraczające dwóch stron, zarysowujące istotne fizyczne, farmaceutyczne, farmakologiczne, toksykologiczne, farmakokinetyczne, metaboliczne i kliniczne właściwości, dostępne na danym poziomie badań badanego produktu leczniczego.
- Wstęp – krótkie wprowadzenie zawierające nazwę chemiczną (a także generyczną i handlową, jeżeli zostały zarejestrowane) badanego produktu, wszystkich aktywnych składników, grupę leków, do której należy lek badany, spodziewane miejsce w tej grupie leków (np. korzyści terapeutyczne ze stosowania leku badanego), uzasadnienie przeprowadzenia badania klinicznego i przewidywane wskazania, a także ogólne zasady oceny badanego produktu leczniczego.
- Właściwości fizyczne, chemiczne oraz farmaceutyczne preparatu – opis postaci i składu produktu badanego (łącznie z wzorem sumarycznym oraz strukturalnym i jego właściwości fizycznych, chemicznych oraz  farmaceutycznych, łącznie z opisem preparatu i jego wszystkich aktywnych składników i uzasadnieniem ich zastosowania, zasadami przechowywania i transportu oraz grupę farmakologiczną.
- Informacja o badaniach przedklinicznych – podsumowanie wszystkich istotnych badań farmakologicznych i toksykologicznych, farmakokinetycznych, w tym o farmakokinetyce i metabolizmie badanego produktu leczniczego u zwierząt doświadczalnych, ich metodologia, wyniki oraz dyskusja wyników sugerujących potencjalny leczniczy wpływ lub niekorzystne lub niezamierzone efekty uboczne u ludzi.
- Bezpieczeństwo i skuteczność badanego produktu leczniczego – szczegółowa dyskusja wyników, w tym o farmakokinetyce i metabolizmie badanego produktu leczniczego u ludzi dotyczących bezpieczeństwa i skuteczności badanego produktu leczniczego,  istotne dla prowadzonego badania klinicznego, zebrane po uzyskaniu pozwolenia na dopuszczenie do obrotu badanego produktu leczniczego, w szczególności dotyczące dawkowania, drogi podania, działań niepożądanych.
- Podsumowanie danych oraz wskazówki dla badacza – ogólna dyskusja wyników z badań klinicznych oraz badań przedklinicznych, a także podsumowanie danych z różnych źródeł omawiających różne aspekty leku badanego, łącznie z wskazówkami dotyczącymi postępowania w sytuacji przedawkowania leku badanego i ustalonych w poprzednich badaniach klinicznych niepożądanych działań.
- Piśmiennictwo – wykaz wszystkich cytowanych w broszurze badacza informacji zawartych w innych publikacjach naukowych.

## Aktualizacja
Odpowiedzialność za aktualizację broszury badacza spoczywa w całości po stronie sponsora. Broszura badacza powinna być przeglądana co najmniej raz do roku i uzupełniania o ważne i nowe informacje do momentu uzyskania przez lek badany rejestracji, umożliwiającej wprowadzenie leku do obrotu aptecznego. 

## Okres przechowywania
Broszura badacza powinna być przechowywana wraz z całą podstawową dokumentacją badania klinicznego przez okres 5 lat od początku roku kalendarzowego następującego po roku, w którym zakończono badanie kliniczne, chyba że umowa między sponsorem a badaczem przewiduje dłuższy okres.